# 葛底斯堡学院
葛底斯堡学院（英語：Gettysburg College）是一所在1832年创立的私立文理院校。葛底斯堡学院的校址是美国宾夕法尼亚州葛底斯堡市300 North Washington Street，位于美国南北内战中很重要的战场的旁边。
葛底斯堡学院有二十四个国家大学体育协会（NCAA）第三级的运动队。运动队的吉祥物叫做“子弹”（Bullets）。除了NCAA的运动队以外，葛底斯堡学院也有各种各样的俱乐部、运动队、和娱乐活动。

葛底斯堡学院大约有两千五百名来自三十五个不同国家和全美四十三个不同州的学生。
葛底斯堡学院在《美国新闻与世界报道》（US News & World Report）2012年文理学院的排名里排在第四十六位。在2015年《普林斯顿评论》（Princeton Review）公布的最能帮助学生找到实习工作的学校里，葛底斯堡学院排在第十一位。它也是这个排名前二十五名中四所文科学院之一。因为葛底斯堡学院离葛底斯堡古战场国家公园很近，它的校园一直以来被视作美国大学最美丽的校园之一。

## 校园
葛底斯堡学院的校园在宾州的葛底斯堡市，就在葛底斯堡战场的旁边。葛底斯堡市离哈里斯堡36英里（60公里）、离巴尔的摩55英里（89公里）、离华盛顿特区80英里（130公里）、离费城117英里（188公里）、离纽约212英里（341公里）、离波士顿425英里（684公里）。

### 学术大楼
葛底斯堡学院的校园里一共有九十多栋大楼，有的很有历史。宾州堂（Pennsylvania Hall)是校园最重要最著名的大楼，也是校园的中心。宾州堂的北方有Eddie Plank Gym（人类学系）、Masters Hall （物理学系与天文学系）、Musselman Library（图书馆）、College Union Building （学生活动中心）、“Servo” Dining Center （餐厅，叫做“Servo”）、Briedenbaugh Hall (英文系与东亚学系)、Weidensall Hall （历史系、宗教系、教育系）、还有科学中心（生物学系、心理学系、环境学、化学系、医疗卫生科学系）。宾州堂的南方有McKnight Hall（外语系）、Glatfelter Hall （政治学系、社会学系、数学系、计算机科学系、商业系）、Schmucker Hall（艺术系与音乐学院）、还有Brua Hall和Kline Theatre（戏剧系）。

### 体育设施
除了学术大楼以外，葛底斯堡学院还有一个在2010年建成的体育中心---The Jaeger Center for Athletics, Recreation, and Fitness。体育中心内有一个游泳馆、数个篮球场，还有很多跑步机、椭圆机、健身车，以及各种各样的负重训练器械。还有两个攀岩训练的地方位于体育馆中心。

### 校园安全
葛底斯堡学院有自己的安全保卫部门—Department of Public Safety (DPS)。DPS主要的责任是执行校园规定、确保校园的安全、和处理紧急情况。DPS包括两个部门；第一个是巡逻与调查部，第二个是生活与火灾安全部。巡逻与调查部的责任包括处理紧急情况、检查房屋安全、巡逻、社区警务、免费为车打火、预防犯罪、陪同学生安全地回宿舍等等。巡逻与调查部的紧急求救号码是717-337-6911，非紧急情况的电话号码是717-337-6912。生活与火灾安全部的责任包括监测与维护火警和烟雾探测器，以及紧急情况通告系统。

## 学术与学生生活
葛底斯堡学院现在平均的录取率是百分之四十。2019届学生的录取率不到百分之三十。百分之八十二的2020届学生在他们的高中排在前百分之二十五。还有百分之六十四的学生属于高中前百分之十。百分之八十五的学生在五年内毕业，还有百分之六十的学生会出国留学至少一个学期。
葛底斯堡学院大约有225位全职教员，他们都获得了博士学位或者是他们的领域最高的学位。学院教授与学生的比率是10对1。每门课平均有18个学生。
葛底斯堡学院对学生提供了大量的经济援助。学校给百分之七十以上的学生提供助学金。毕业以后百分之九十四的学生在一年内找到工作或者读研究生，所以它被《普林斯顿评论》称为 “最有价值的学校”（Best Value College）。

### 专业
非洲研究、人类学、生物化学与分子生物学、艺术史、艺术、生物学、化学、电影艺术与媒体、计算机科学、古典学、中国研究、日本研究、经济学、工程学、英文文学、环境学、法国研究、德国研究、全球化研究、医疗卫生科学、历史学、个人设置专业、国际关系、意大利学、拉丁美洲，加勒比与拉丁美洲人研究、数理经济学、数学、音乐、组织与管理学、哲学、物理学、政治学、心理学、公共政策、宗教学、社会学、西班牙语、戏剧、女性，性别与性研究。

### 辅修
非洲学、人类学、艺术史、艺术、生物学、商学、化学、电影艺术与媒体、美国南北内战学、计算机科学、古典学、中国研究、日本研究、经济学、教育、工程学、英文文学、环境学、法国研究、德国研究、希腊语、历史学、意大利研究、犹太教研究、拉丁文、拉丁美洲，加勒比与拉丁美洲人研究、数学、中东与伊斯兰研究、音乐、神经科学、和平与正义研究、 哲学、物理学、政治学、宗教学、社会学、西班牙语、演戏、戏剧、女性，性别与性研究。

### 特别项目
跨学科项目、护士项目、眼视光学项目、工程项目、医学院预科项目、法律预科项目、ROTC项目（预备役军官训练）。

## 学生活动与学校传统

### 活动
葛底斯堡学院有120多个不同主题的俱乐部。这些主题涵盖社区服务、音乐与艺术、戏剧与媒体、学术研究、学生自治、户外探险等。除了让学生有机会前往葛底斯堡市附近的大城市以外，这些俱乐部也给学生一千多个获得领导经验的机会。
由于学生有不同的宗教信仰，葛底斯堡学院提供犹太教、佛教、伊斯兰教、印度教、基督教、和无神论的服务。葛底斯堡学院成立了一个跨信仰委员会来促进校内不同宗教之间的沟通。

### 学校传统
在葛底斯堡学院读本科的四年，学生有机会领略到很多学校的传统。

#### 大一的游行
1863年11月19日美国第十六任总统亚伯拉罕·林肯在葛底斯堡国家公墓发表了他最著名的演说—《葛底斯堡演说》。当时，葛底斯堡学院的学生从校园走到国家公墓听林肯发表演讲。从此以后，每年八月底所有的新生都从校园一起走到国家公墓去聆听林肯的《葛底斯堡演说》。大一学生游行的时候，高年级的学生、教授、和当地人会热情的欢迎他们。

#### 暮光游行
一月底寒假结束以后，所有的学生都回到葛底斯堡来。此时，大一的学生开始他们第二个学期。为了庆祝大一学生顺利完成第一个学期，暮色到了以后所有的大一学生一起走到宾州堂，高年级的学生拿着蜡烛站在路旁。到了宾州堂以后，葛底斯堡学院的校长和学生一起唱葛底斯堡学院的校歌。

#### 葛底斯堡学院的“春节”
四月底的时候第二个学期就要结束了，所有的学生都很努力地准备考期末考试。期末考试两个星期以前，葛底斯堡学院开一个派对叫做“春节”来庆祝学生付出的努力。“春节”的活动包括音乐会、免费食物、游戏等等。